# كريستيان إيك
كريستيان إيك (بالسويدية: Kristian Ek)‏ هو لاعب كرة قدم سويدي في مركز الدفاع، ولد في 18 يونيو 1989 في سوندسفال في السويد. لعب مع نادي أوسترسوند.

## وصلات خارجية
- كريستيان إيك على موقع اتحاد السويد (السويدية)
- كريستيان إيك على موقع قاعدة بيانات كرة القدم.إي يو (الإنجليزية)